# Великодимерська селищна рада
Великоди́мерська се́лищна ра́да — адміністративно-територіальна одиниця та орган місцевого самоврядування у Броварському районі Київської області. Адміністративний центр — селище міського типу Велика Димерка.

## Загальні відомості
Великодимерська селищна рада утворена в 1928 році.
- Територія ради: 71,42 км²
- Населення ради: 9583 особи (станом на 2015 рік)[1]

## Адреса ради
07442, Київська обл., Броварський р-н, смт Велика Димерка, вул. Бобрицька, 1

## Населені пункти
Селищній раді підпорядковані населені пункти:
- смт Велика Димерка

## Склад ради
Рада складається з 30 депутатів та голови.

### Керівний склад попередніх скликань
| Прізвище, ім'я, по батькові  | Основні відомості                                                                     | Дата обрання | Дата звільнення |
| ---------------------------- | ------------------------------------------------------------------------------------- | ------------ | --------------- |
| Бочкарьов Анатолій Борисович | Селищний голова, 1956 року народження, освіта вища, член Народно-демократичної партії | 26.03.2006   | 31.10.2010      |
| Бочкарьов Анатолій Борисович | Селищний голова, 1956 року народження, освіта вища, член Партії регіонів              | 31.10.2010   |                 |

Примітка: таблиця складена за даними сайту Верховної Ради України

### Депутати
За результатами місцевих виборів 2020 року депутатами ради стали

## Депутати Великодимерської селищної ради обрані у 2020 році
1. Борсук Олександр Миколайович
2. Бреус Наталія Миколаївна
3. Васюк Андрій Григорович
4. Воєвуцький Олександр Петрович
5. Гришко Віктор Миколайович
6. Гришко Віталій Сергійович
7. Гришко Владислав Вікторович
8. Зінченко Сергій Володимирович
9. Коваленко Марина Вікторівна
10. Компанец Сергій Юрійович
11. Кузьмик Світлана Григорівна
12. Куценко Євгеній Олександрович
13. Миронець Олександр Миколайович
14. Науменко Тарас Григорович
15. Постол Олександр Вікторович
16. Роговий Іван Володимирович
17. Рубанка Анатолій Іванович
18. Рябченко Юлія Аврамівна
19. Сидоренко Антоніна Миколаївна
20. Стеценко Євгеній Анатолійович
21. Стеценко Юлія Олексіївна
22. Ткаченко Олег Вікторович
23. Фещун Олександр Валерійович
24. Франків Богдан Іванович
25. Шибіко Галина Василівна
26. Юрченко Анатолій Анатолійович

## Господарська діяльність
На території селищної ради побудовано завод безалкогольних напоїв кампанії «Кока-Кола» потужністю 1100 тис. літрів за добу.

## Соціальні програми
З 2022 року для жителів громади діє соціальна програма “З турботою про кожного на 2022-2024 роки”, в рамках якої жителі Великодимерського ОТГ можуть отримати матеріальну допомогу. До переліку таких осіб відносяться військові, родини полеглих захисників, військові з пораненнями, власники пошкодженого житла внаслідок пожеж та військових дій, люди похилого віку. 